# Skradin
Skradin es una ciudad de Croacia en el condado de Šibenik-Knin.

## Geografía
Se encuentra a una altitud de 2 m s. n. m. a 329 km de la capital nacional, Zagreb.

## Demografía
En el censo 2011 el total de población de la ciudad fue de 3 825 habitantes, distribuidos en las siguientes localidades:
- Bićine -  174
- Bratiškovci -  251
- Bribir -  103
- Cicvare -  18
- Dubravice -  594
- Gorice - 27
- Gračac -  179
- Ićevo -  59
- Krković -  189
- Lađevci -  112
- Međare - 6
- Piramatovci -  275
- Plastovo -  204
- Rupe -  470
- Skradin -  588
- Skradinsko Polje -  46
- Sonković -  336
- Vaćani -  120
- Velika Glava -  29
- Žažvić -  30
- Ždrapanj - 15

| Gráfica de población de Skradin 1857-2011                           |
|                                                                     |
| Según los censos de población de la oficina estadística de Croacia. |